# Partito Laburista (Malta)
Il Partito Laburista (in maltese Partit Laburista; in inglese Labour Party), precedentemente denominato Partito Laburista Maltese, è un partito politico maltese di ispirazione socialdemocratica e laburista.
Fondato nel 1920, è attualmente uno dei due maggiori partiti dell'isola, insieme con il Partito Nazionalista, ed è dal 2013 al governo del Paese.

## Storia

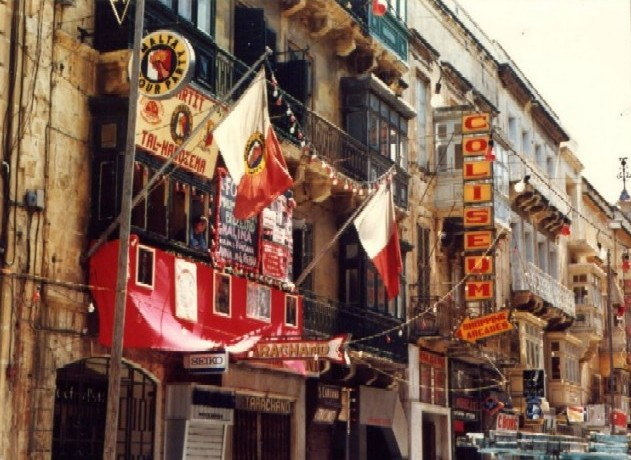
La sede del partito a La Valletta negli anni 1980.

Il Partito Laburista Maltese vede la sua fondazione il 12 ottobre 1920 e l'anno successivo partecipò per la prima volta alle elezioni politiche, ottenendo il 23,2% delle preferenze. Sotto la guida del suo fondatore William Savona, il partito entrò per la prima volta al governo nel 1927 come partito di minoranza (14,5%) in alleanza con il Partito Costituzionale, contribuendo all'elezione di Gerald Strickland come primo ministro.
La non elezione di Savona in Parlamento lo spinse nello stesso anno alle dimissioni, e dopo una breve reggenza di M. Dundon, la leadership della compagine politica passò nel 1928 nelle mani di Paul Boffa.
Nel 1932, a seguito delle dimissioni di Strickland, una nuova tornata elettorale vide il forte ridimensionamento del partito, che alle elezioni generali vide un netto calo dei consensi (8,6%).
Le prime elezioni tenutesi dopo la fine della seconda guerra mondiale videro, nel settembre 1945 una netta affermazione del partito, che (complice la non partecipazione delle altre principali forze politiche alla consultazione) ottenne la maggioranza con il 76% delle preferenze e compose per la prima volta un proprio governo monocolore. L'esperienza durò fino al 1947, quando a seguito di un'ondata di scioperi il governo Boffa fu costretto a dimettersi, venendo tuttavia riconfermato (sebbene con un consenso più ristretto, pari al 59%) alle elezioni dello stesso anno, le prime a suffragio universale diretto tenutesi sull'isola.
I primi anni del governo laburista videro l'introduzione di alcune importanti riforme sociali, quali l'adozione di un primo sistema pensionistico e del salario minimo. Nel 1949 tuttavia un forte scontro fra Boffa e l'allora ministro Dom Mintoff portò all'uscita del primo dal partito ed alla sua rifondazione, sotto il nome Partito Laburista Maltese ad opera del secondo, che ne assunse la leadership. Alle elezioni del 1950 la compagine, indebolita dalla scissione di Boffa, che si presentò con un partito indipendente denominato Partito dei Lavoratori, perse la maggioranza in favore del Partito Nazionalista e si ritrovò così all'opposizione. Fra il 1953 ed il 1958 il Partito tornò sporadicamente al governo, trovandosi ad appoggiare la posizione favorevole all'integrazione con il Regno Unito nel dibattito sulla permanenza o meno di Malta nell'Impero britannico, ma le sue esperienze furono complessivamente di breve durata.
L'inizio degli anni 1960 vide il Partito, percepito come troppo filo-britannico, impegnato in una forte contrapposizione con la Chiesa cattolica, che ne penalizzò i risultati in termini elettorali. La propaganda in favore del Partito fu soggetta ad interdetto a partire dal 1961 e derubricata come peccato mortale. Lo scontro fu ricomposto solo nel 1969, con la dissoluzione del movimento scissionista del Partito dei Lavoratori Cristiani e la rimozione dell'interdetto ecclesiastico.
Il Partito Laburista non partecipò alle celebrazioni per l'indipendenza di Malta nel 1964, ma riuscì a vincere le elezioni del 1971, guidando la transizione del Paese in repubblica indipendente (seppure inserita nel quadro del Commonwealth) nel 1974 ed introducendo diverse riforme sociali, quali la depenalizzazione dell'omosessualità e dell'adulterio e l'introduzione del matrimonio civile. I laburisti restarono ininterrottamente al governo fino al 1984, nonostante il boicottaggio all'attività parlamentare subito ad opera del Partito Nazionalista a seguito dei risultati delle elezioni del 1981, quando ottennero il diritto a governare sebbene di fatto avessero otteniuto un numero di voti inferiore a quello dei rivali.
Le dimissioni di Mintoff, sostituito da Karmenu Mifsud Bonnici nel 1984, assicurarono al partito altri tre anni al governo, prima della sconfitta patita alle elezioni del 1987, che videro il Partito tornare all'opposizione dopo 17 anni. Un pessimo risultato elettorale nel elezioni del 1992, con la perdita di quasi 14.000 voti, vide un nuovo cambio di leadership nel partito, la cui guida passò nelle mani di Alfred Sant, che riuscì brevemente a tornare al governo nel biennio 1996-1998.
Dopo essersi opposto, nel 2003, all'entrata di Malta nell'Unione europea, il partito ha cambiato le sue posizioni euroscettiche votando, nel 2005, a favore del progetto di Costituzione europea. La pesante sconfitta nel referendum sull'adesione all'Europa ha tuttavia minato la leadership di Sant, dimessosi nel 2008 dalla carica di segretario, al cui posto è subentrato il giovane Joseph Muscat.
Sotto la sua guida, il partito ha avviato un processo di rinnovamento ed ha vinto nettamente le elezioni parlamentari del 2013, ottenendo il più ampio margine mai conseguito da un partito politico nella storia di Malta dal 1964, anno di indipendenza del paese dal dominio britannico (55,1%) e tornando al governo dopo 17 anni di opposizione. Le elezioni anticipate del 2017 hanno riconfermato al governo il Partito la cui posizione è diventata marcatamente riformista (sotto la sua guida è stato ad esempio reso legale il matrimonio tra persone dello stesso sesso).
Negli ultimi mesi del 2019 il partito ha sofferto di una forte ondata di contestazioni, seguita al possibile coinvolgimento di alcuni ministri del governo Muscat nell'assassinio della giornalista Daphne Caruana Galizia. il 12 gennaio 2020 le dimissioni del segretario hanno visto la sua sostituzione con l'attuale leader Robert Abela.
Il Partito è membro del Partito Socialista Europeo e dal 1955 al 2014 lo è stato dell'Internazionale Socialista, dalla quale è stato rimosso a causa del mancato pagamento della quota di iscrizione. Nel 2025, è rientrato nell'organizzazione.
È attualmente nella delegazione maltese al Parlamento europeo con 3 eurodeputati su 6. One Television è un'emittente televisiva maltese posseduta dal locale Partito Laburista.

## Leader
| Data                     | Leader                             |
| ------------------------ | ---------------------------------- |
| 1925-1927                | William Savona                     |
| 1927-1928                | Michael Dundon (carica temporanea) |
| 1928-1949                | Paul Boffa                         |
| 1949-1984                | Dom Mintoff                        |
| 1984-1992                | Karmenu Mifsud Bonnici             |
| 1992-2008                | Alfred Sant                        |
| marzo 2008 - giugno 2008 | Charles Mangion                    |
| 2008-2020                | Joseph Muscat                      |
| 2020-in carica           | Robert Abela                       |

## Risultati elettorali

### Elezioni parlamentari
| Anno              | Voti    | %     | +/-   | Seggi   | +/-     | Status      |
| ----------------- | ------- | ----- | ----- | ------- | ------- | ----------- |
| Parlamentari 1921 | 4.742   | 23,2  | -     | 7 / 32  | -       | Opposizione |
| Parlamentari 1924 | 4.632   | 19,24 | 3,96  | 7 / 32  | Stabile | Opposizione |
| Parlamentari 1927 | 5.011   | 14,55 | 4.69  | 3 / 32  | 4       | Governo     |
| Parlamentari 1932 | 4.138   | 8,57  | 5,98  | 1 / 32  | 3       | Opposizione |
| Parlamentari 1939 | 3.100   | 8,82  | 0,25  | 1 / 10  | Stabile | Opposizione |
| Parlamentari 1945 | 19.071  | 76,2  | 67,38 | 9 / 10  | 8       | Governo     |
| Parlamentari 1947 | 63.145  | 59.96 | 7,42  | 24 / 40 | 15      | Governo     |
| Parlamentari 1950 | 30.332  | 28,58 | 31,38 | 11 / 40 | 13      | Opposizione |
| Parlamentari 1951 | 40.208  | 35,70 | 7,12  | 14 / 40 | 3       | Opposizione |
| Parlamentari 1953 | 52.771  | 44,55 | 8,85  | 19 / 40 | 5       | Opposizione |
| Parlamentari 1955 | 68.447  | 56,73 | 12,18 | 23 / 40 | 4       | Governo     |
| Parlamentari 1962 | 50,974  | 33,85 | 22,88 | 16 / 50 | 7       | Opposizione |
| Parlamentari 1966 | 61.774  | 43,09 | 9,24  | 22 / 50 | 6       | Opposizione |
| Parlamentari 1971 | 85.448  | 50,84 | 7,75  | 28 / 55 | 6       | Governo     |
| Parlamentari 1976 | 105.854 | 51,53 | 0,69  | 34 / 65 | 6       | Governo     |
| Parlamentari 1981 | 109.990 | 47,07 | 4,46  | 34 / 65 | Stabile | Governo     |
| Parlamentari 1987 | 114.936 | 48,87 | 1,1   | 34 / 69 | Stabile | Opposizione |
| Parlamentari 1992 | 114.911 | 46,5  | 2,37  | 31 / 65 | 3       | Opposizione |
| Parlamentari 1996 | 132.497 | 50,72 | 4,22  | 35 / 69 | 4       | Governo     |
| Parlamentari 1998 | 124.220 | 46,97 | 3,75  | 30 / 65 | 5       | Opposizione |
| Parlamentari 2003 | 134.100 | 48    | 1,03  | 30 / 65 | Stabile | Opposizione |
| Parlamentari 2008 | 141.888 | 48,8  | 0,8   | 34 / 69 | 4       | Opposizione |
| Parlamentari 2013 | 161.479 | 55,1  | 6,3   | 38 / 67 | 4       | Governo     |
| Parlamentari 2017 | 170.976 | 55,04 | 0,06  | 37 / 67 | 1       | Governo     |
| Parlamentari 2022 | 162.707 | 55,11 | 0,07  | 44 / 79 | 7       | Governo     |

### Elezioni europee
| Anno         | Voti    | %           | +/-  | Seggi | +/-     |
| ------------ | ------- | ----------- | ---- | ----- | ------- |
| Europee 2004 | 118.983 | 48,42 (1.º) | -    | 3 / 5 | -       |
| Europee 2009 | 135.917 | 54,77 (1.º) | 6,35 | 3 / 5 | Stabile |
| Europee 2014 | 134.462 | 53,39 (1.º) | 1,38 | 3 / 6 | Stabile |
| Europee 2019 | 141.267 | 54,29 (1.º) | 0,9  | 4 / 6 | 1       |
| Europee 2024 | 117.805 | 45,26 (1.º) | 9,03 | 3 / 6 | 1       |